# Вестеролен
Вестеро́лен (норв. Vesterålen) — архипелаг в Норвежском море близ северо-западного побережья Норвегии к северу от Лофотенских островов. В административном плане образует дистрикт в фюльке Нурланн.

## География

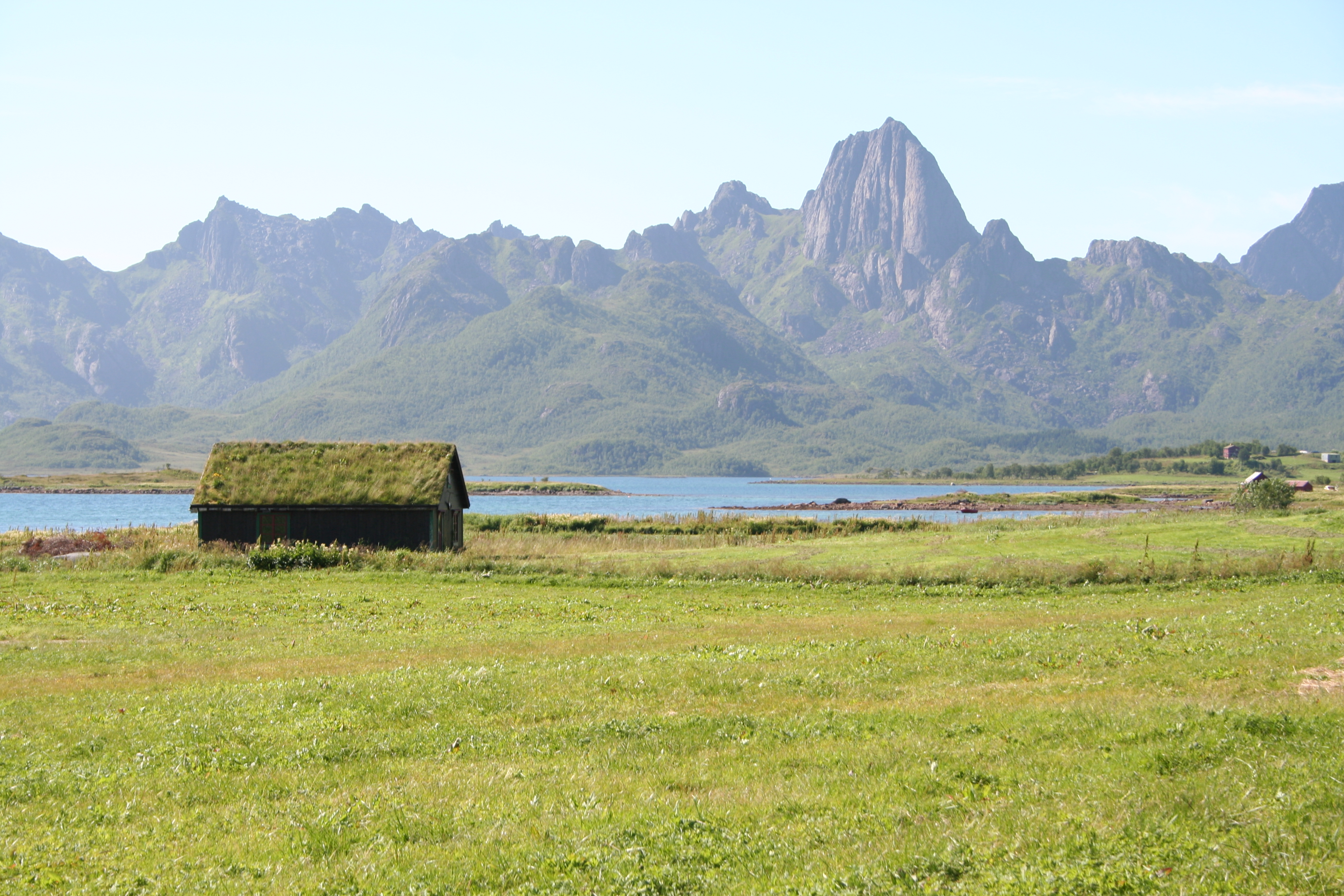
Вид на гору Река, Сортланн

Связь с Лофотенскими островами осуществляется автомобильным паромом, но чтобы добраться до материка никакой паром не нужен. Вестеролен состоит из муниципалитетов Аннёй, Бё, Хадсель, Сортланн и Экснес. Территорию Вестеролена составляют несколько островов: Лангёя, Аннёйа, Хадселёя, западная часть острова Хиннёя, северная часть острова Эуствогёя и несколько меньших островов. Ландшафт гористый, но горы имеют более округлую форму в отличие от гор Лофотенских островов. Города и деревни расположены на прибрежном краю (Strandflaten) между горами и фьордами. Также есть несколько озёр, таких как Альсвогватнет. Также в Вестеролене частично расположен национальный парк Мёйсален. Климат в Вестеролене морской с умеренными зимами, учитывая что архипелаг находится значительно севернее полярного круга. В Стокмаркнес (Хадсель) средняя температура в январе −1.8 °C, июле за сутки 12,3 °C, среднегодовая 4,3 °C и 1220 мм осадков осенью в самое дождливое время года.

## Экономика

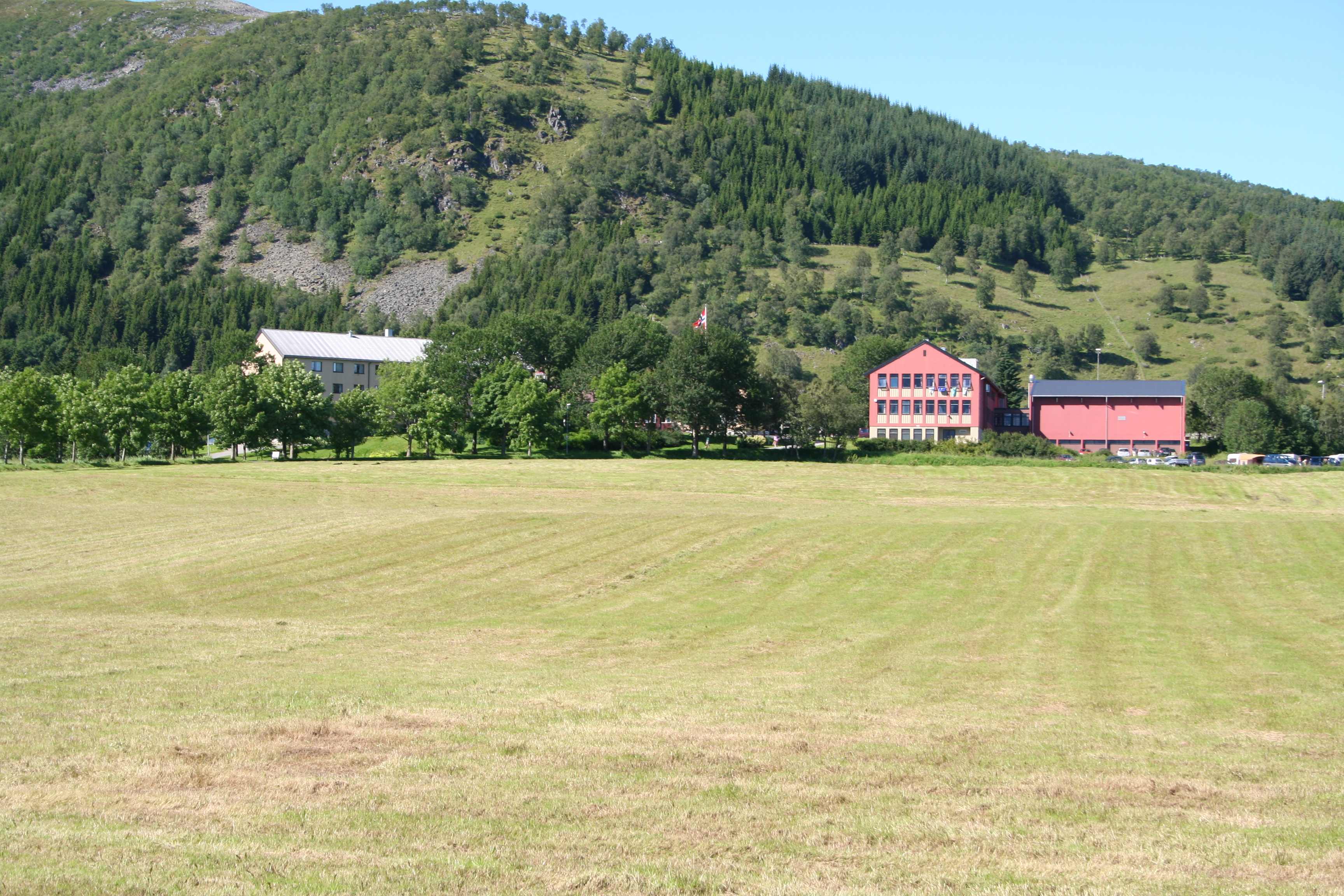
Сельскохозяйственное училище в Клэйва, муниципалитет Сортланн

Население Вестеролена на 1 января 2004 составляло 30,648 ч. (Statistisk Sentralbyrå). Самый большой город — Сортланн, но региональная больница находится в соседнем Стокмаркнесе в муниципалитете Хадсель. Известный теплоход Хуртигрутен посещает несколько портов в Вестеролене. Имеется два региональных аэропорта: Стокмаркнес для небольших самолётов, и аэропорт Анденес на острове Аннёйа. Королевские норвежские воздушные силы базировали все свои морские патрульные самолёты Lockheed P-3 Orion на аэродроме Аннёйа, где также находится ракетный полигон Аннёйа. В Сортланне находится северная база Норвежской береговой охраны (Kystvaktskvadron Nord). Также в Вестеролене ведутся некоторые виды сельского хозяйства.

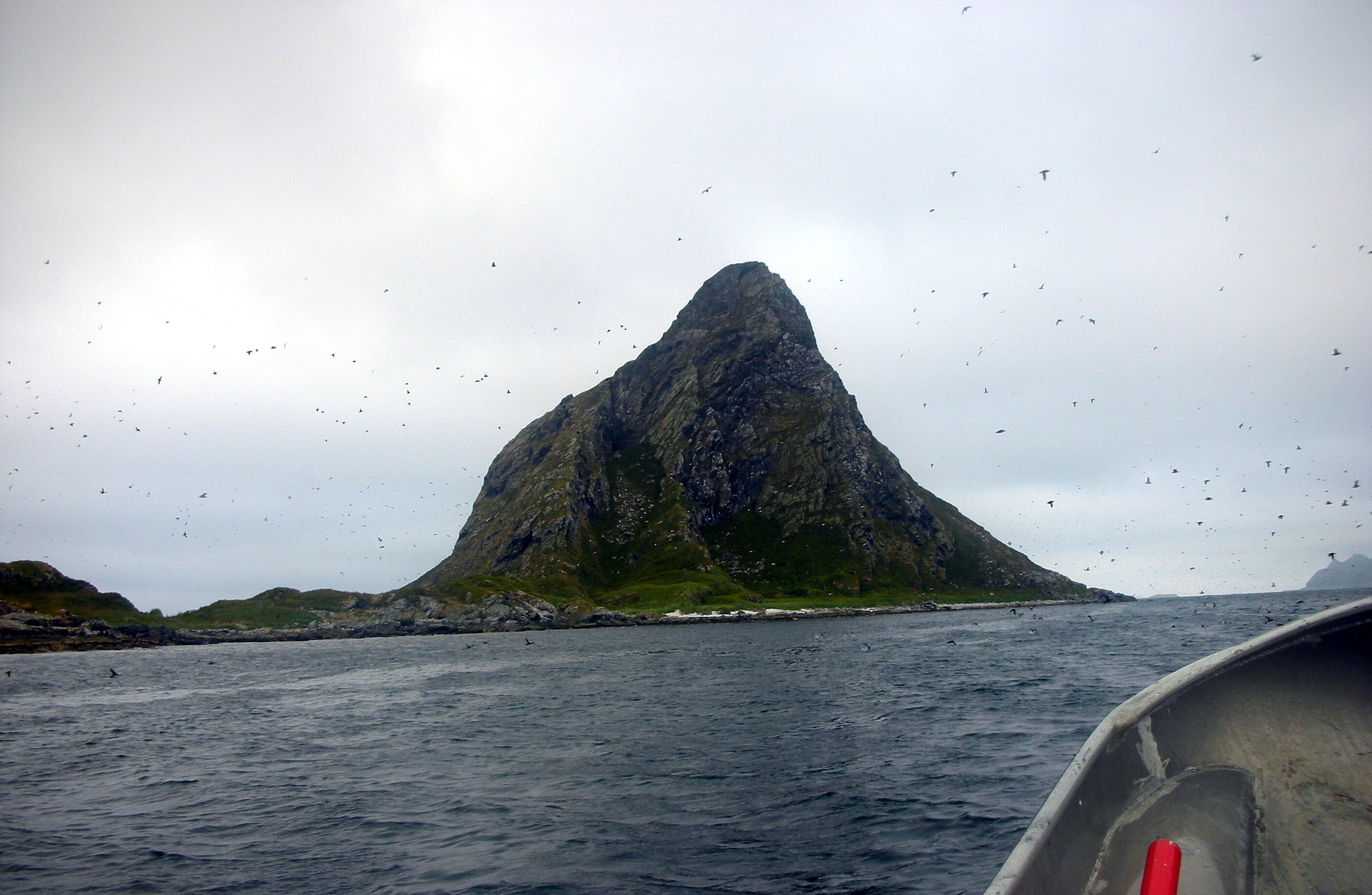
Блэйксёйа с колонией морских птиц, неподалёку от Анденес.

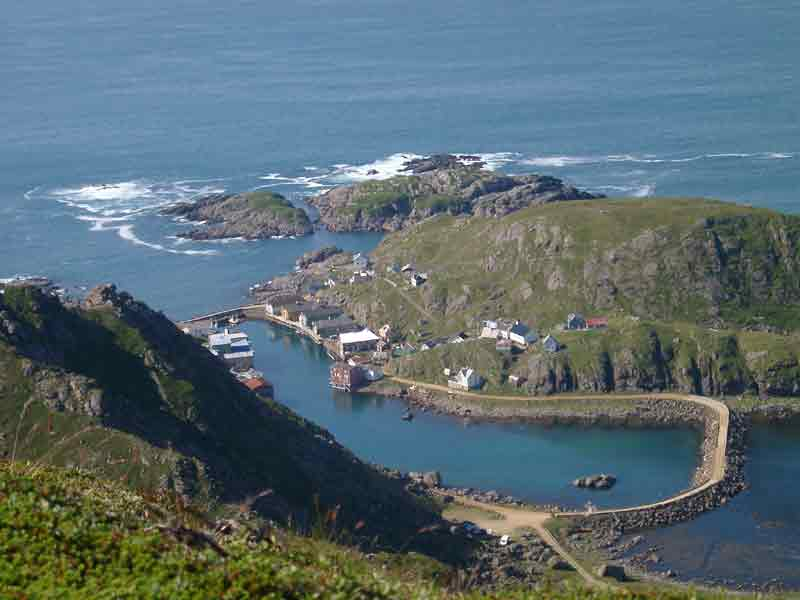
Никсунд 1 августа 2004